# Charlie Quiñónez
Charlie Crueisi Quiñónez, né le 15 novembre 1987, est un coureur cycliste salvadorien. Il participe à des compétitions sur route et en VTT,.

## Palmarès sur route

### Par année
- 2011
  - 2e étape de la Clásica Alerta Empresa Bicimanía
- 2012
  - 3e du championnat du Salvador sur route[3]
- 2013
  -  Champion du Salvador sur route[4]
- 2014
  - 1re étape de la Clásica Fiestas Julias
  - Clásica de la Nueva Concepción
  - 2e de la Clásica Fiestas Julias
- 2015
  - 2e étape de la Copa Azucar Natural
  - 3e du championnat du Salvador sur route[5]
- 2016
  - 3e du championnat du Salvador sur route
- 2019
  - 2e du championnat du Salvador sur route

### Classements mondiaux
| Année            | 2013 | 2014 | 2015 | 2016 | 2017 | 2018 | 2017 |
| ---------------- | ---- | ---- | ---- | ---- | ---- | ---- | ---- |
| UCI America Tour | 83e  | 101e | 363e | 230e | 444e |      | 264e |

## Palmarès en VTT

### Championnats nationaux
| - 2009 - 2e du championnat du Salvador de cross-country - 2010 - Champion du Salvador de cross-country - 2011 - Champion du Salvador de cross-country - 2012 - Champion du Salvador de cross-country - 2014 - Champion du Salvador de cross-country | - 2015 - Champion du Salvador de cross-country - 2016 - Champion du Salvador de cross-country - 2018 - Champion du Salvador de cross-country - 2019 - Champion du Salvador de cross-country - 2021 - 2e du championnat du Salvador de cross-country |  |